# Остеренд (Тесел)
Остеренд (нід. Oosterend) — село в нідерландській провінції Північна Голландія. Входить до муніципалітету Тесел.
Його площа становить 1,01 км², а населення станом на 2021 рік складало 920 осіб.

## Галерея

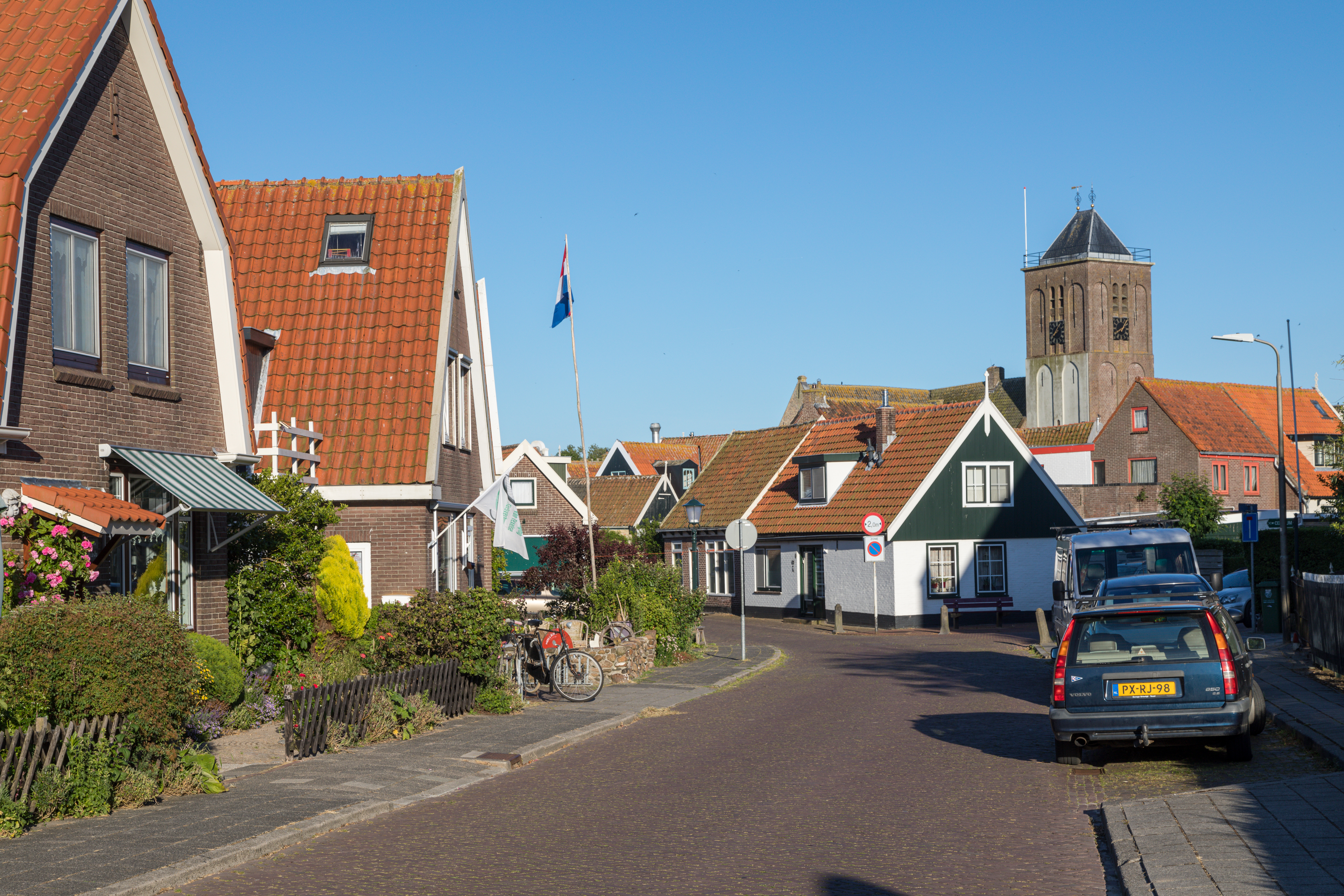
Вулична панорама
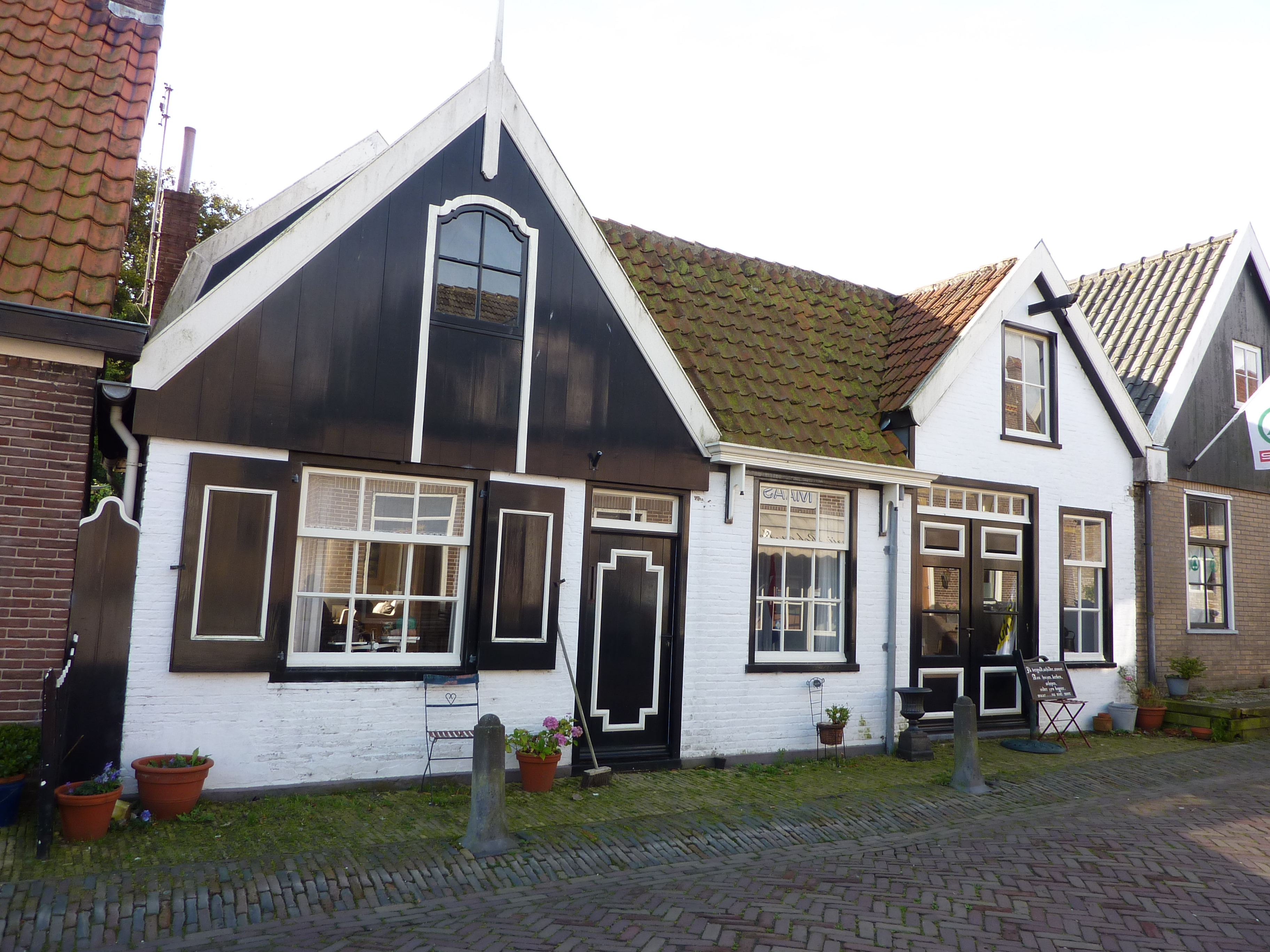
Будинок в Остеренді
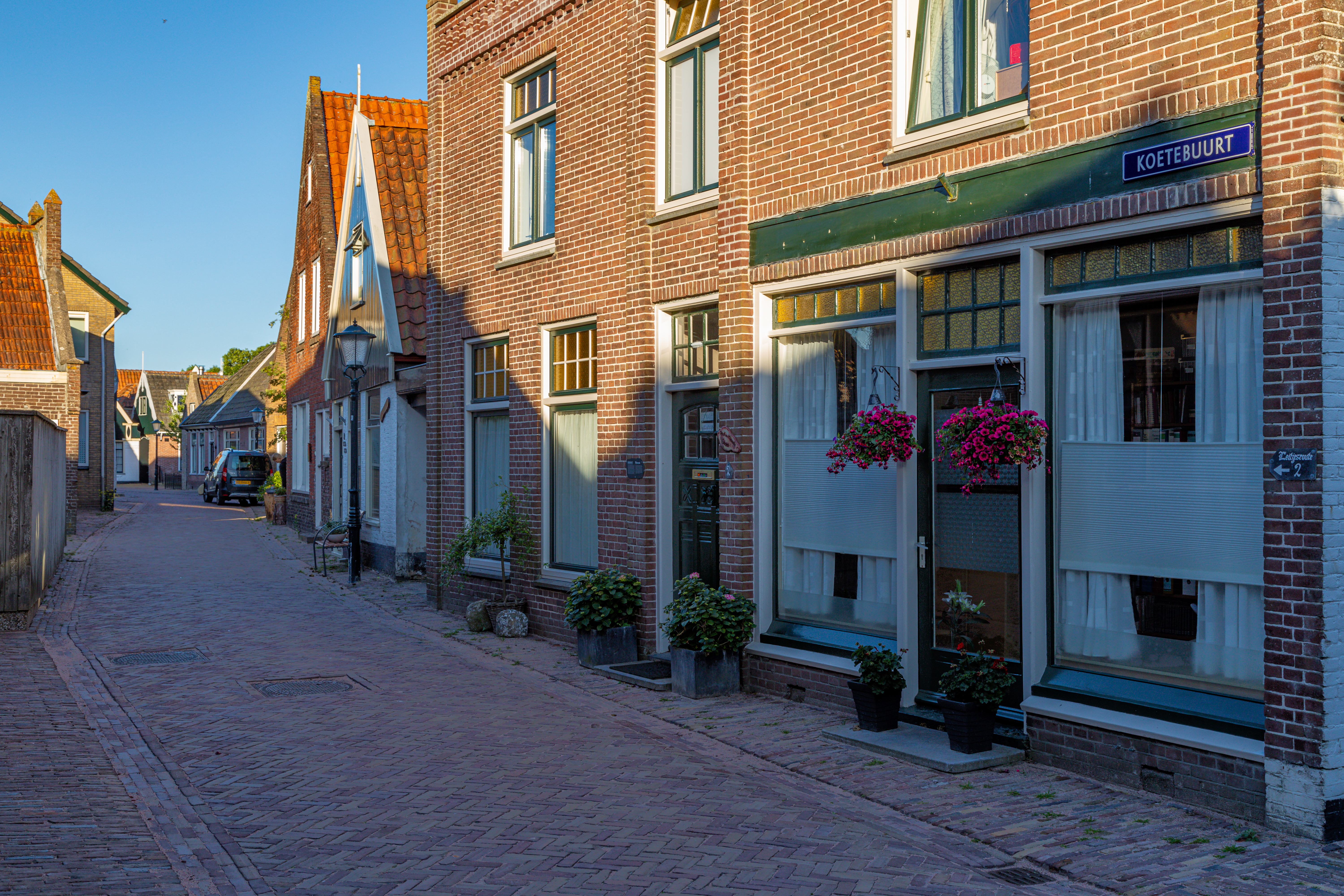
Сільська вулиця
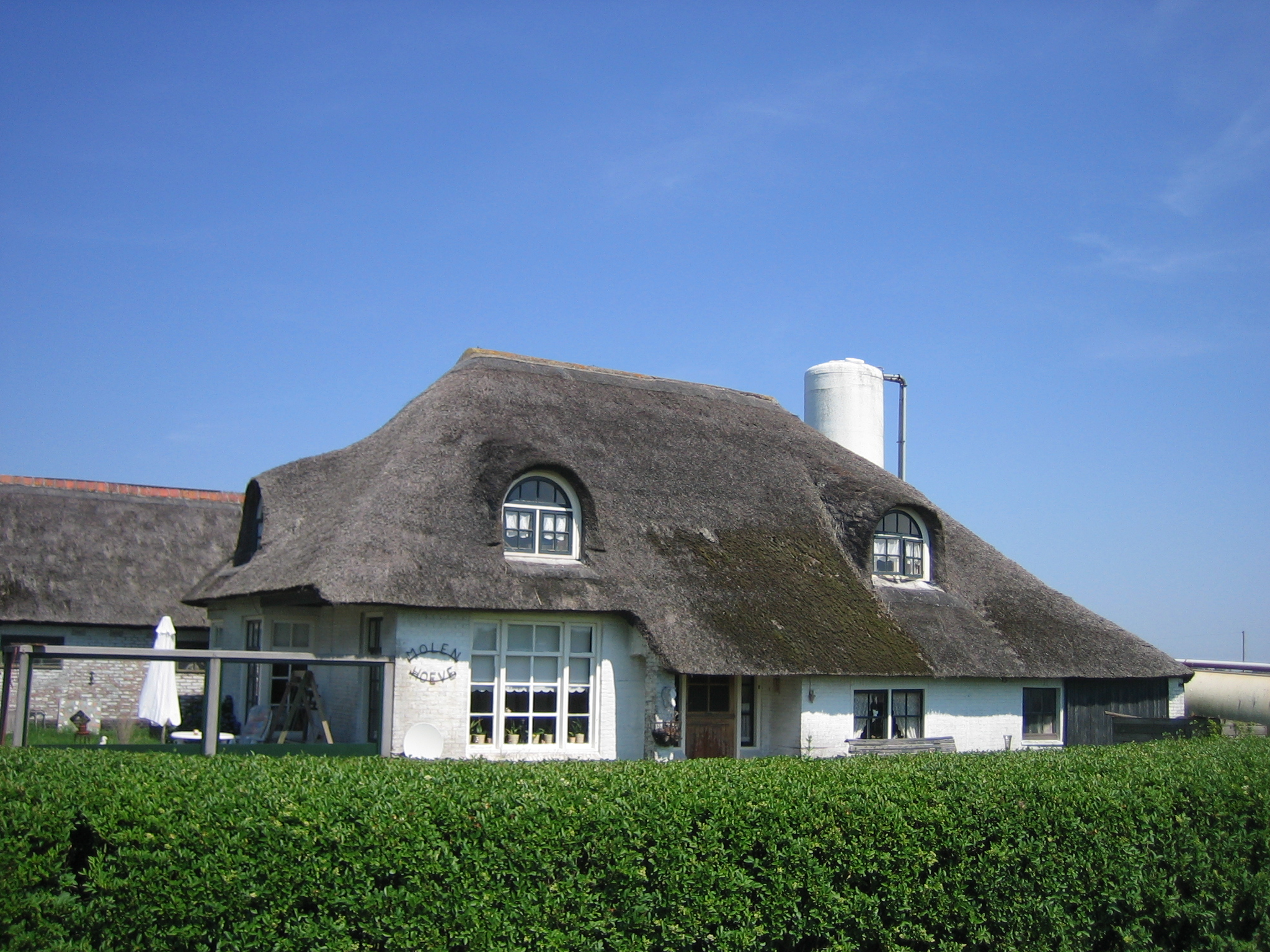
Ферма в Остеренді